# 班轮公会
班轮公会是航运业中的一种與遠洋定期船有關的协议。两家或多家船运公司之间會达成此種协议，大家商定在特定海上航線上按照统一费率和共同約定的条款向客戶提供货運服務。尽管船運公司可以通過班轮公会聯合起來共同运营海上航線，但这种协议可能涉及垄断和违反競爭法。